# Phimenes arcuatus
Phimenes arcuatus är en stekelart. Phimenes arcuatus ingår i släktet Phimenes och familjen Eumenidae. Utöver nominatformen finns också underarten P. a. philippinensis.